# Sinus Amoris

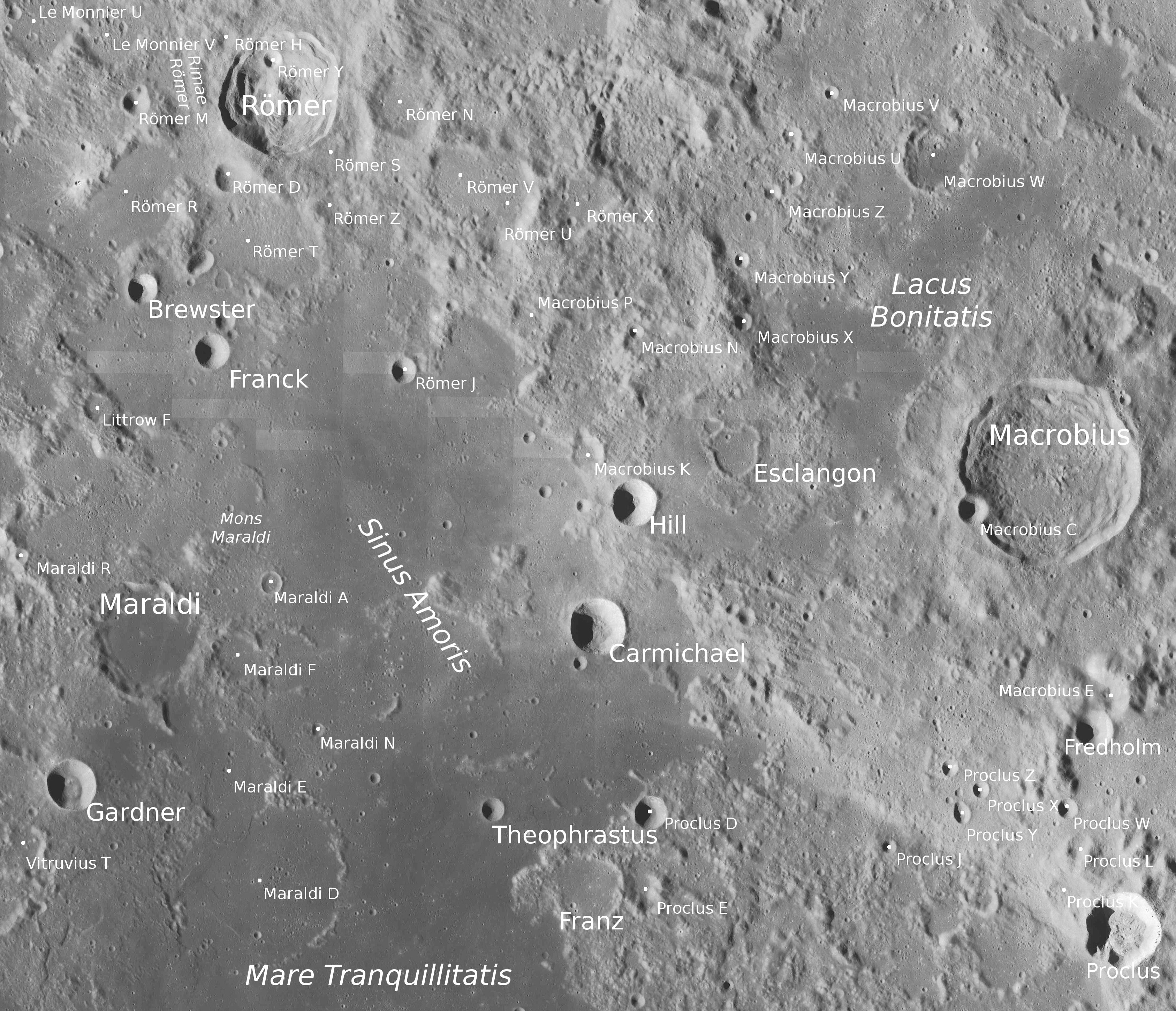
Sinus Amoris, amb el cràter Hill al centre de la imatge

El Sinus Amoris (Badia de l'Amor en llatí) és una regió de la Lluna que s'estén al nord de l'extrem nord-est de la Mare Tranquillitatis. Si bé en tractar-se d'un element de forma irregular i límits no gaire precisos, les coordenades del seu punt central i del seu diàmetre poden variar entre diferents fonts. El seu diàmetre envolupant és d'uns 189 km. Al nord de la badia es troben els accidentats cims dels Montes Taurus.
Prop del límit sud de la badia, on s'uneix amb la Mare Tranquillitatis, se situa el cràter Theophrastus. En el seu costat occidental apareixen el cràter inundat de lava Maraldi i el Mons Maraldi. Limítrof amb el costat est de la badia apareixen els cràters Carmichael i Hill. La part central de la badia inclou algunes crestes baixes, encara que en general el seu perfil és considerablement pla i està lliure d'altres trets significatius.
En la sortida de la badia cap al sud, on s'uneix al Mare Tranquilitatis, apareix el Mons Esam, una elevació menor situada entre diversos doms lunars petits.